# Eleanor Perry
Eleanor Perry est une scénariste américaine née le 13 octobre 1914 et morte le 14 mars 1981.
Elle a reçu une nomination à l’Oscar pour son scénario de David & Lisa en 1962, réalisé par son mari de l'époque Frank Perry. Elle fut aussi la scénariste de The Swimmer, Dernier Été (Last Summer), Journal intime d'une femme mariée (Diary of a Mad Housewife), Le Fantôme de Cat Dancing et coscénariste avec entre autres René Clément et Arthur Cavanaugh de La Maison sous les arbres (1971) de René Clément. Elle a participé également au scénario de La Dame dans l'auto avec des lunettes et un fusil d'Anatole Litvak, d'après un roman de Sébastien Japrisot. Elle fut mariée un temps à Frank Perry.